# 第164步兵師 (德國國防軍)
第164步兵師（德語：164. Infanterie-Division）是納粹德國國防軍陸軍的一個步兵師。該師於1939年11月組建。
該師組建後，首次作戰為參與1941年入侵希臘行動。
1942年初，該師調至克里特島，並改編為克里特要塞師（德語：Festungs-Division Kreta）。同年年中，該師調至北非
，並改編為第164輕裝非洲師（德語：164. leichte Afrika-Division），此後一直在北非作戰。
該師最後於1943年5月在突尼西亞向盟軍投降。

## 註腳
1. ↑  Mitcham（2007年）